# Alexej Grigorjevič Orlov
Alexej Grigorjevič Orlov-Česmenskij (rusky Алексе́й Григо́рьевич Орло́в-Чесменский; 24. záříjul./ 5. října 1737greg., selo Ljutkino Bežeckého újezdu Tverské gubernie – 24. prosince 1807jul./ 5. ledna 1808greg., v Moskvě) byl příslušník ruského šlechtického rodu Orlovových, (od roku 1762 hrabě), vojenský a státní činitel, spolupracovník Kateřiny II., mladší bratr Grigorije Grigorjeviče Orlova, který byl jejím favoritem, majitel panství na Donském poli. V červenci 1770 rozdrtil v bitvě u ostrova Chios hlavní osmanskou flotilu.

## Život
Alexej Orlov-Česměnskij pocházel ze šlechtického rodu Orlovových. Narodil se 24. září (resp. 5. října) 1737 v rodovém sídle Orlovových ve vsi Ljutkino Bežeckého újezdu Tverské gubernie, v rodině G. I. Orlova, jenž se nedlouho před smrtí v roce 1746 stal novgorodským gubernátorem.
Vzdělání získal v pěchotním šlechtickém pluku v Petrohradě. Svou vojenskou kariéru začal jako řadový voják královské stráže Preobraženského pluku, na počátku roku 1762 byl povýšen na seržanta.